# Samuel Moore Logan
Samuel Moore Logan (ur. 27 listopada 1918 w Owensboro, zm. 24 sierpnia 1944 k. Luzonu na wodach Filipin) – kapitan (Lieutenant) United States Navy, oficer broni podwodnej, poległy podczas działań na Pacyfiku w trakcie II wojny światowej.

## Życiorys
Podczas toczonej na Pacyfiku wojny podwodnej odbył jako oficer torpedowy pięć patroli bojowych na pokładzie okrętu podwodnego USS „Harder”. W czasie służby w marynarce wyróżniał się umiejętnościami i zdolnościami z zakresu matematyki, co pozwoliło mu na ukończenie 19 grudnia 1941 z pierwszą lokatą Akademii Marynarki Wojennej w Annapolis oraz szkoły okrętów podwodnych (Submarine School) w Groton. Wkrótce po objęciu funkcji operatora komputera torpedowego (TDC) zyskał opinię najlepszego specjalisty w tym zakresie w całej Marynarce Wojennej. Wraz z zastępcą dowódcy USS „Harder”, Frankiem Lynchem, miał ogromy udział w sukcesach bojowych tego okrętu, dzięki którym jednostka otrzymała miano: „Destroyer Killer”. W trakcie zakończonego zatopieniem okrętu szóstego patrolu, pełnił służbę na stanowisku zastępcy dowódcy. Zginął wraz z okrętem w pobliżu wyspy Luzon na wodach Filipin.

## Odznaczenia
- Navy Cross[1]
- Silver Star[1]
- Legion of Merit[1]
- Purple Heart